# Marie-Anne Bouchiat
Pour les articles homonymes, voir Bouchiat.
Marie-Anne Bouchiat, née Marie-Anne Guiochon le 19 juillet 1934 à Nantes, est une physicienne française, spécialiste de l’interaction  atome-rayonnement.

## Biographie
Élève de l’École normale supérieure de jeunes filles de 1953 à 1957, elle y obtient un diplôme d’études supérieures au Laboratoire de spectroscopie hertzienne sous la direction de Jean Brossel. En 1956 elle suit les cours d'été à l’École de physique des Houches. Elle réussit le concours d’agrégation de sciences physiques en 1957. De septembre 1957 à décembre 1959 avec le soutien d’Alfred Kastler elle est Visiting Fellow au Palmer Physical Laboratory de Princeton, où elle travaille sous la direction de Tom Carver, physicien spécialiste de la résonance magnétique nucléaire. Revenue en France en 1960 elle commence sous la direction de Jean Brossel une thèse en physique atomique portant sur l'étude par pompage optique de la relaxation d'atomes de rubidium. Une fois sa thèse soutenue en 1964 elle se met à encadrer elle-même de jeunes chercheurs débutants.
Ses thèmes de recherche sont ensuite l’étude des interfaces liquides par analyse spectrale de la lumière diffusée. Elle s’intéresse ensuite à l'interaction atome-rayonnement.
Elle entre au Centre national de la recherche scientifique en 1960 où elle occupe successivement un poste d’attachée de recherche (1960-1964), de chargée de recherche (1964-1967), de maître de recherche (1967-1972), de directeur de recherche (1972-2005) au Laboratoire de spectroscopie hertzienne de l’École normale supérieure de 1972 à 2005. Elle est directrice honoraire de recherche depuis 2005.
Elle est élue membre correspondant de l’Académie des sciences en 1986 puis membre de la section de physique en 1988.
Son époux Claude Bouchiat, physicien, est correspondant de l’Académie des sciences. Leur fille, la physicienne Hélène Bouchiat, est également membre de l'Académie des sciences.

## Travaux de recherche
Après s’être familiarisée sous la direction de Jean Brossel avec la méthode de double résonance, elle parvient à mettre en évidence le caractère de cohérence dans le transfert d’excitation entre atomes par diffusion multiple,. Durant son séjour à l’université de Princeton(NJ), en collaboration avec Tom Carver, elle réalise l’orientation nucléaire d’atomes 3^He par collisions avec échange de spin contre des atomes alcalins orientés par pompage optique. De retour en France elle  prépare sa thèse d’État sur la relaxation d’atomes alcalins orientés optiquement par collisions sur une  paroi recouverte d’un enduit de paraffine. L’enduit permet d’allonger le temps au bout duquel se perd l’orientation du spin: au lieu d’une seule collision plusieurs milliers deviennent nécessaires,. Il en résulte un très fort gain de précision dans toutes les mesures faites sur les atomes orientés.
Ce travail s’est trouvé naturellement prolongé par une étude de la relaxation des mêmes atomes par collisions contre un gaz rare menée avec des chercheurs débutant dont elle dirige le travail de recherche.
Par la suite (1967-1972) Marie-Anne Bouchiat se consacre à faire émerger deux thèmes de recherche pluridisciplinaires. Le premier est relatif à l’étude d’interfaces liquides. Des lasers commerciaux performant commençaient à apparaître sur le marché et il devenait possible de faire l’analyse spectrale d’un faisceau laser réfléchi sur le réseau optique constitué  par les fluctuations thermiques des molécules excitant des ondes qui se propagent en surface: c’est là l’analogue en surface de la diffusion Brillouin en volume. À partir de la forme spectrale on obtient la tension superficielle et la viscosité. Mais dans certaines conditions d’amortissement la forme spectrale manifeste un couplage entre fluctuations de surface et fluctuations en volume ce qui rend la forme spectrale très particulière. Il en résulte une méthode d’étude non invasive particulièrement intéressante pour l’étude d’un interface liquide-vapeur d’un fluide proche de son point critique, mais aussi pour des films superficiels et des liquides exotiques tels que les cristaux liquides au voisinage d’un changement de phase. C’est un thème de recherche qui na pas cessé de s’enrichir. Aussi deux des chercheurs  ayant participé aux premiers travaux ont créé chacun une nouvelle équipe, l’un en mécanique statistique à l’ENS, l’autre au Laboratoire de Physique des Solides d’Orsay qui étudie la viscoélasticité des couches monomoléculaires, les basses tensions interfaciales avec les micro-émulsions, les propriétés des mélanges de polymères et de tensioactifs…   
À partir de 1972 Marie-Anne Bouchiat s’est consacrée entièrement à un second thème de recherche relatif à l’interaction atome-rayonnement. Ce thème se situe à l’interface entre physique atomique et physique des particules. Sa petite équipe a joué un rôle de pionnier ponctué par quelques faits saillants : prédiction d’une brisure de la symétrie du miroir dans un atome stable en collaboration avec Claude Bouchiat spécialiste de la physique des particules,, puis mise en évidence grâce à une exploration très fine, 10−7, des propriétés de symétrie du processus d’absorption de lumière par l’atome de césium. Cette rupture de la symétrie gauche-droite est la manifestation d’une nouvelle force entre l’électron de valence et le noyau atomique due à l’échange du boson électriquement neutre, Z_0, observé par la suite au CERN, à haute énergie, dans les collisions proton-antiproton. Enfin, mesure de la charge faible du noyau, analogue pour cette force à la charge électrique pour la force de Coulomb. La Violation de la Parité Atomique (VPA) devient un nouveau domaine de recherche capable d’exploiter des mesures optiques, donc de basse énergie, pour obtenir des informations complémentaires aux expériences de hautes énergies. Par la suite, un mécanisme d’amplification par émission stimulée de la très faible asymétrie gauche-droite due à la chiralité de l’interaction atome-rayonnement a permis une mesure de haute précision, 2 × 10−13 unité atomique, du dipôle électrique de transition responsable de la VPA. Il devient alors possible d’envisager la détection d’une faible  contribution additionnelle à la VPA provenant du moment anapolaire du noyau atomique.
Mais, en 2005, l’expérience est démantelée à la suite d'une décision autoritaire de la direction qui a choisi d’encourager d’autres thématiques. Marie-Anne Bouchiat poursuit néanmoins des travaux théoriques prospectifs dans lesquels la VPA est détectée sur un nuage d’atomes froids (francium ou césium) placés dans un environnement chiral ,.

## Distinctions et prix
Marie-Anne Bouchiat est membre de l’Academia Europaea. Elle a reçu la médaille de bronze du CNRS (1966), et la médaille d’Argent du CNRS en 1971.
Elle est lauréate du Prix Hughes de l’Académie des sciences en 1966 et du Prix Ampère, décerné par l’Académie des sciences, qui lui est attribué conjointement avec Claude Bouchiat et Lionel Pottier en 1983.
Marie-Anne Bouchiat est invitée à plusieurs conférences internationales pour présenter « la Violation de la parité dans les atomes » en particulier lorsqu’émerge ce nouveau thème de recherche (ICAP Berkeley 1976).

## Décorations
- Commandeure de la Légion d'honneur (juillet 2007)[19], Officière (juillet 1997), Chevalière (décembre 1988)
- Grand-croix de l'ordre national du Mérite (mai 2019)[20],  Grande Officière (décembre 2012), Commandeure (mai 2003), Officière (juin 1993)
- Commandeure de l'ordre des Palmes académiques (juillet 2016), Officière (août 2010), Chevalière (août 1978)